# Moody megye
Moody megye az Amerikai Egyesült Államokban, azon belül Dél-Dakota államban található. Megyeszékhelye és legnagyobb városa Flandreau. Lakosainak száma 6336 fő (2020. április 1.). Moody megye Brookings, Lake, Minnehaha, Pipestone, Rock és Lincoln megyékkel határos.

## Népesség
A megye népességének változása:
| Lakosok száma | 6494 | 6496 | 6456 | 6404 | 6430 | 6336 |
|               | 2010 | 2011 | 2012 | 2013 | 2015 | 2020 |